# Rhamnus ludovici-salvatoris
Rhamnus ludovici-salvatoris là một loài thực vật có hoa trong họ Táo. Loài này được Chodat miêu tả khoa học đầu tiên năm 1909.